# Parupeneus signatus
Parupeneus signatus är en fiskart som först beskrevs av Günther, 1867.  Parupeneus signatus ingår i släktet Parupeneus och familjen mullefiskar. Inga underarter finns listade i Catalogue of Life.